# ヴィアーノ
ヴィアーノ（伊: Viano）は、イタリア共和国エミリア＝ロマーニャ州レッジョ・エミリア県にある、人口約3,400人の基礎自治体（コムーネ）。

## 地理

### 位置・広がり

#### 隣接コムーネ
隣接するコムーネは以下の通り。
- アルビネーア
- バイーゾ
- カルピネーティ
- カジーナ
- カステッララーノ
- スカンディアーノ
- ヴェッツァーノ・スル・クロストロ

### 気候分類・地震分類
ヴィアーノにおけるイタリアの気候分類 (it) および度日は、zona E, 2642 GGである。
また、イタリアの地震リスク階級 (it) では、zona 2 (sismicità media) に分類される。

## 行政

### 分離集落
ヴィアーノには以下の分離集落（フラツィオーネ）がある。
- Benale, Bersano, Ca' Bertacchi, Ca' de' Pazzi, Cà de Pralzi, Ca' Grassi, Caldiano, Casola Querciola, Cavazzone, Cortevedola, Fagiano, Fagiola, Fondiano, Gargola, La Riva, Mamorra, Ortale, Predale, Prediera, Pulpiano, Regnano, San Giovanni di Querciola, Serra, Spesse, Tabiano, Tramalla, Vernara, Vronco